# 广肇山庄
广肇山庄是旅居上海的广东人的墳地。

## 歷史
該墓地约於清朝光绪初年由广肇公所創立（一說建於1872年），地址最初位於新閘大王庙（今成都北路苏州河边），1899年由大王庙被划进新扩张的上海公共租界，於是墓地迁至闸北叉袋角北、大统路至苏州河的地段，佔地近18公頃。山庄内建有厝柩所、地堂、地藏殿、敦梓堂、祭亭、诵经堂等建筑、山庄为方便送葬隊伍的通行，親自修建了廣肇老路、廣肇路。1904年，上海筹建滬宁铁路时，征用山庄部分土地；1907年，李平书创建闸北水电公司时，又征用部分土地，之后山庄還留存约8公项土地。由於受到沪宁铁路的火车聲音的影响以及联义山庄、岭南山庄等广东人墳地的競爭，在上海的广东人已不愿在广肇山庄下葬。一二八事變中，部分墓地遭破坏，淞滬會戰中墓地幾乎全部被炸。1942年，广肇山庄剩下的部分土地被华丰糖瓷厂购买，建为工厂。蘇北難民又在剩下的土地上搭建棚戶區。中華人民共和國成立後，部分空地上建起了上海电焊机厂、通信学校等建築。
1924年，有人在宝山县境另辟新广肇山庄，占地66公顷，为上海最大的公墓。中華人民共和國成立後由上海市民政局接管，1958年被拆除，相继在原土地上修建彭浦新村、上海市第三精神病医院、上运二场等住宅和建築。